# Bergrheinfeld
Bergrheinfeld é um município da Alemanha, situado no distrito de Schweinfurt, no estado da Baviera. Tem 19,87 km² de área, e sua população em 2019 foi estimada em 5.328 habitantes.